# Campeonato Mundial de Tiro al Plato de 2013
El XXXV Campeonato Mundial de Tiro al Plato se celebró en Lima (Perú) entre el 15 y el 24 de septiembre de 2013 bajo la organización de la Federación Internacional de Tiro Deportivo (ISSF) y la Federación Deportiva Nacional de Tiro Peruana.
Las competiciones se realizaron en el Polígono Capitán FAP José Quiñones de la capital peruana. 

## Resultados

### Masculino
| Evento               | Oro                          | Plata                       | Bronce                    |
| -------------------- | ---------------------------- | --------------------------- | ------------------------- |
| Foso (24.09)         | Giovanni Pellielo · Italia · | Anton Glasnović · Croacia · | Alexei Alipov · Rusia ·   |
| Foso (equipos)       | España · 357 pts.            | Portugal 353 pts.           | Croacia · 353 pts.        |
| Doble foso (20.09)   | Walton Eller Estados Unidos  | Vasili Mosin · Rusia ·      | Hu Binyuan China          |
| Doble foso (equipos) | Estados Unidos 406           | China 404                   | Italia · 393              |
| Skeet (18.09)        | Jesper Hansen Dinamarca      | Ennio Falco · Italia ·      | Henrik Jansson · Suecia · |
| Skeet (equipos)      | Italia · 365                 | República Checa · 362       | Noruega · 362             |

### Femenino
| Evento          | Oro                           | Plata                        | Bronce                  |
| --------------- | ----------------------------- | ---------------------------- | ----------------------- |
| Foso (23.09)    | Jessica Rossi · Italia ·      | Yukie Nakayama Japón         | Yelena Tkach · Rusia ·  |
| Foso (equipos)  | Italia · 206 pts.             | Rusia · 203 pts.             | Australia 202 pts.      |
| Skeet (17.09)   | Christine Wenzel · Alemania · | Simona Scocchetti · Italia · | Elena Allen Reino Unido |
| Skeet (equipos) | Italia · 215 (RM)             | Reino Unido 212              | Rusia · 207             |

- RM – Récord mundial

## Medallero
| Núm. | País            | Oro | Plata | Bronce | Total |
| ---- | --------------- | --- | ----- | ------ | ----- |
| 1    | Italia          | 5   | 2     | 1      | 8     |
| 2    | Estados Unidos  | 2   | 0     | 0      | 2     |
| 3    | Alemania        | 1   | 0     | 0      | 1     |
| 3    | Dinamarca       | 1   | 0     | 0      | 1     |
| 3    | España          | 1   | 0     | 0      | 1     |
| 6    | Rusia           | 0   | 2     | 3      | 5     |
| 7    | China           | 0   | 1     | 1      | 2     |
| 7    | Croacia         | 0   | 1     | 1      | 2     |
| 7    | Reino Unido     | 0   | 1     | 1      | 2     |
| 10   | Japón           | 0   | 1     | 0      | 1     |
| 10   | Portugal        | 0   | 1     | 0      | 1     |
| 10   | República Checa | 0   | 1     | 0      | 1     |
| 13   | Australia       | 0   | 0     | 1      | 1     |
| 13   | Noruega         | 0   | 0     | 1      | 1     |
| 13   | Suecia          | 0   | 0     | 1      | 1     |
|      | TOTAL           | 10  | 10    | 10     | 30    |